# Rodrigo Rato

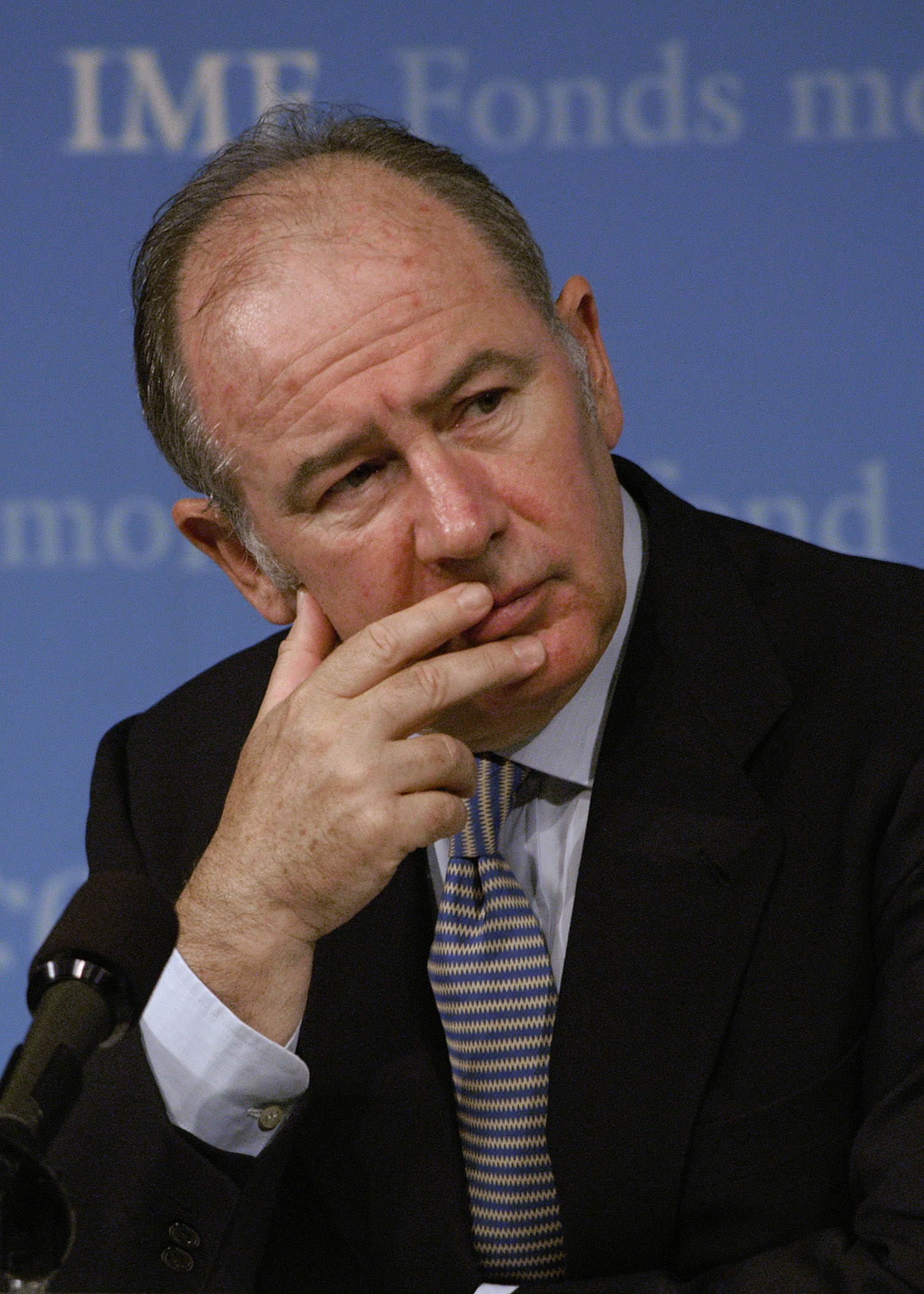
Rodrigo Rato (2004)

Rodrigo de Rato y Figaredo (* 18. März 1949 in Madrid) ist ehemaliger spanischer Wirtschaftsminister und war von Mai 2004 bis Oktober 2007 der geschäftsführende Direktor des Internationalen Währungsfonds (IWF).

## Leben
Rato studierte in den USA Wirtschaftswissenschaften und wurde in diesem Fach an der Universität Complutense Madrid promoviert. Seit Anfang der 80er Jahre bekleidete er Führungsämter in der konservativen Partido Popular (PP) und wurde 1996 ihr stellvertretender Generalsekretär. Nach dem Wahlsieg der PP unter José María Aznar im März 1996 wurde Rato zweiter Vizeministerpräsident sowie Minister für Wirtschaft und Finanzen und behielt dieses Amt bis zur Wahlniederlage der Regierung Aznar in der spanischen Parlamentswahl am 14. März 2004.
Am 4. Mai 2004 gab das 24-köpfige Exekutivdirektorium des Internationalen Währungsfonds bekannt, dass es sich für Rato als Nachfolger von Horst Köhler im Amt des Geschäftsführenden Direktors entschieden habe. Am 28. Juni 2007 gab Rato bekannt, sein Amt aus persönlichen Gründen im Oktober 2007 niederzulegen. Als Nachfolger wurde der ehemalige französische Finanzminister Dominique Strauss-Kahn gewählt.
2009 wurde er Mitglied des Vorstands der Caja Madrid. Am 3. Dezember 2010 wurde er Vorstandsvorsitzender der Bankia, die an diesem Tag durch eine Fusion spanischer Sparkassen entstand. Am 7. Mai 2012 ist Rato von seinem Posten zurückgetreten. Während seiner Zeit bei der Caja Madrid und der Bankia verantwortete er ein System „schwarzer Kreditkarten“, die an ihn selbst und an 20 Führungskräfte und 63 Verwaltungsratsmitglieder ausgegeben waren, mit denen die Begünstigten ihren privaten Konsum auf Kosten der Bank und unversteuert bestreiten konnten, Rato selbst hatte auf diese Weise 54.000 Euro verbucht. Den Betrag habe er, nachdem die spanische Antikorruptionsstaatsanwaltschaft in dem Fall ermittelte, erstattet.
Am 16. April 2015 wurde Rato von der Polizei in seinem Haus im zentralen Stadtviertel Salamanca von Madrid verhaftet. Die Staatsanwaltschaft beschuldigte ihn der Geldwäsche, Verschleierung von Vermögenswerten und Steuerbetrug. Der ehemalige Geschäftsführer des IWF verließ sein Haus in Handschellen. Zuvor erfuhren die Spanier, dass Rato, ebenso wie andere Topmanager und Aufsichtsratsmitglieder, inmitten der Krise über Firmen private Ausgaben finanziert haben soll. Die Bankia-Geschäftsführung soll zudem beim Börsengang 2011 Bilanzen gefälscht haben, Hunderttausende Kleinanleger verloren ihr Geld.
Am 23. Februar 2017 wurde Rodrigo Rato wegen widerrechtlicher Aneignung von Geldern im Zusammenhang mit den tarjetas black, den schwarzen Kreditkarten, zu viereinhalb Jahren Haft verurteilt. Am 3. Oktober 2018 bestätigte das Oberste Gericht das Urteil. Rato legte dagegen Beschwerde vor dem Verfassungsgericht ein, musste aber noch vor Beginn des Verfahrens der letzten Instanz nach einer Entscheidung des Staatsgerichtshofs seine Haftstrafe antreten. Im Februar 2021 wurde er vorzeitig auf Bewährung aus der Haft entlassen.

## Auszeichnungen
- 1997: Großes Goldenes Ehrenzeichen am Bande für Verdienste um die Republik Österreich[8]